# Mieko Harada
Mieko Harada (原田 美枝子 Harada Mieko?,  Toshima-ku, Tokio, 26 de diciembre de 1958) es una actriz japonesa. Debutó en el mundo de la interpretación en 1974 y, desde entonces, ha interpretado diversos papeles en muchas películas, programas de televisión y telenovelas.
Es hija del actor Ishibashi Ryo y tiene tres hijos, dos con él y uno de una relación anterior. Su hija mayor es la cantautora Yugawa y su segunda hija es la actriz Ishibashi Shizuka.
Ha ganado numerosos premios por su trabajo, entre los que se incluyen el Premio a la Mejor Actriz en el Festival de Cine de Cannes por su papel en la película Ran (1985), el Premio a la Mejor Actriz en el Festival de Cine de Venecia por su papel en la película Los sueños de Akira Kurosawa (1990) y el Premio a la Mejor Actriz en el Festival de Cine de Berlín por su papel en la película Begging for Love (1998).

## Biografía
Mieko Harada proviene de una humilde familia y es la tercera de tres hijos. Sus padres, Kiyokazu Harada e Hisako Harada, trabajaban como impresor offset y conserje, respectivamente. Durante su infancia, vivió en la habitación del conserje en el primer piso de la Mansión Inawa, donde su madre trabajaba. En esta etapa, Mieko se vinculó con el mundo del entretenimiento, recibiendo la visita de su amigo actor Yusuke Sato y encontrando inspiración en un manga biográfico sobre una bailarina de ballet japonesa.
Mieko estuvo interesada en la interpretación desde los 11 años, cuando apareció en su primera película, pero fue a los 15 años cuando debutó en la pantalla como actriz infantil en la película "Friends" de Nikkatsu. Aunque inicialmente Sun Music consideró lanzarla como cantante, Harada prefirió centrarse en su carrera actoral. Durante su adolescencia, se trasladó a la Tokyo Rikkyo Yoyogi Senior High School para acomodar sus compromisos artísticos y se matriculó en el departamento de diseño.
En 1976, a los 17 años, Mieko Harada protagonizó películas como "Lullaby of the Earth" y "Youth's Killer", ganando el premio Movie Luncheon Top Ten a la mejor actriz a los 18 años. Su carrera se destacó por su participación en obras aclamadas como "El hombre de la casa de fuego" (1986), donde ganó su primer Premios de la Academia Japonesa.
A los 20 años, Harada se aventuró en el proyecto cinematográfico titulado "Snow That Falls on the Sea". Aunque la premisa sugería una ambientación invernal, la realidad resultó ser diferente, ya que aquel invierno fue inusualmente cálido, frustrando las expectativas del filme. Harada tuvo que abandonar el proyecto después de una espera prolongada en busca de la nevada necesaria.
En su siguiente intento cinematográfico, "Mr. Lonely", asumió roles adicionales como productora, guionista y protagonista. Para financiar la película, se involucró en anuncios de televisión. Sin embargo, este proyecto también se enfrentó a desafíos, obteniendo una audiencia modesta de tan solo 100 espectadores al día, lo que marcó otro revés en la carrera cinematográfica de la talentosa actriz.
A lo largo de su carrera, Harada trabajó con renombrados directores como Akira Kurosawa, Kinji Fukasaku y Yōji Yamada. Su versatilidad actoral la llevó a recibir múltiples galardones, incluido el premio a la mejor actriz en los Premios de la Crítica Cinematográfica de 1998 por "Begging for Love". En el nuevo milenio, continuó desafiándose a sí misma con roles diversos en películas como "Asesinato de una mujer madura" y "Semiconfesiones".
En 2019, Mieko Harada cumplió el sueño de su madre, Hisako, permitiéndole participar como actriz en el documental "Actress Hisako Harada", dedicado a ella. Tras el fallecimiento de su madre en 2021, Mieko continuó su legado con la película "Mi último año con mamá" (Baihua), estrenada en China en mayo de 2023, abordando la temática del Alzheimer. Con una carrera rica y diversa, Mieko Harada se ha consolidado como una figura icónica en la industria cinematográfica japonesa.

## Premios y nominaciones
| Año  | Premiación                      | Categoría               | Nominado por                           | Resultado | Ref.  |
| ---- | ------------------------------- | ----------------------- | -------------------------------------- | --------- | ----- |
| 1977 | Blue Ribbon Awards              | Mejor Debutante         | Lullaby of the Earth, The Youth Killer | Ganadora  |       |
| 1977 | Kinema Junpo Awards             | Mejor Actriz            | Lullaby of the Earth, The Youth Killer | Ganadora  |       |
| 1980 | Premios de la Academia Japonesa | Mejor Actriz de Reparto | Ah! Nomugi Toge                        | Nominada  |       |
| 1986 | Hochi Film Award                | Mejor Actriz de Reparto | House on Fire                          | Ganadora  |       |
| 1987 | Premios de la Academia Japonesa | Mejor Actriz de Reparto | House on Fire                          | Ganadora  |       |
| 1991 | Premios de la Academia Japonesa | Mejor Actriz de Reparto | Los Sueños de Akira Kurosawa           | Nominada  |       |
| 1998 | Blue Ribbon Awards              | Mejor Actriz            | Begging for Love                       | Ganadora  |       |
| 1999 | Mainichi Film Awards            | Mejor Actriz            | Begging for Love                       | Ganadora  |       |
| 1999 | Premios de la Academia Japonesa | Mejor Actriz            | Begging for Love                       | Ganadora  |       |
| 1999 | Kinema Junpo Awards             | Mejor Actriz            | Begging for Love                       | Ganadora  |       |
| 1999 | Yokohama Film Festival          | Mejor Actriz            | Begging for Love                       | Ganadora  |       |
| 1999 | Blue Ribbon Awards              | Mejor Actriz            | Begging for Love                       | Ganadora  |       |
| 1999 | Tokyo Sports Film Award         | Mejor Actriz            | Begging for Love                       | Ganadora  |       |
| 2001 | Premios de la Academia Japonesa | Mejor Actriz de Reparto | After the Rain                         | Ganadora  |       |
| 2001 | Premios de la Academia Japonesa | Mejor Actriz de Reparto | First Love                             | Nominada  |       |
| 2001 | Mainichi Film Awards            | Premio Kinuyo Tanaka    |                                        | Ganadora  |       |
| 2003 | Premios de la Academia Japonesa | Mejor Actriz de Reparto | Out                                    | Nominada  |       |
| 2022 | Nikkan Sports Film Awards       | Mejor Actriz            | A Hundred Flowers                      | Nominada  | [ 3 ] |